# Sankin kotai

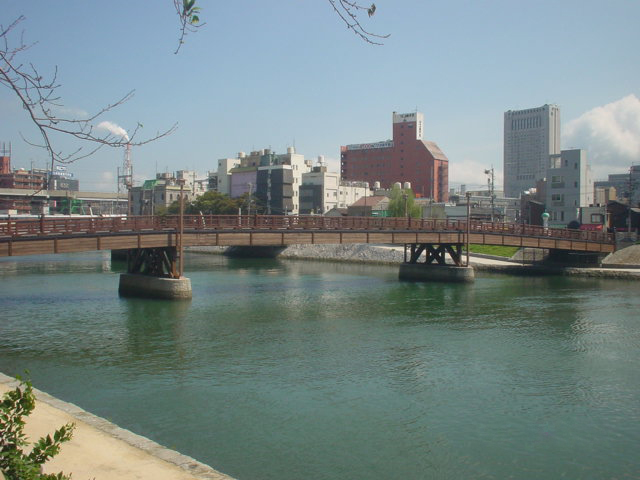
Tokiwa bashi in Kitakyushu, gebruikt voor Sankin kotai

Sankin kotai (参勤交代 Sankin kōtai) is een Japans politiek systeem, dat in gebruik was gedurende bijna de gehele Edoperiode. Het doel van dit systeem was het onder controle houden van de daimyo, na een burgeroorlog van honderd jaar. De wet was eigenlijk een vervolg van wat Toyotomi Hideyoshi al eerder ingevoerd had. Verder was het een uitwerking van reeds gebruikelijke gewoonten. De Sankin Kotai werd in 1635 definitief ingevoerd. De wet werd pas in 1862 weer afgeschaft. 
Hoewel de wet een aantal malen veranderde gedurende de periode, bevatte deze twee basisprincipes.
1. Vrouw en erfgenaam moesten in Edo (江戸) achterblijven wanneer de Daimyo naar zijn kasteel of buitenplaats vertrok, als gijzelaar van het shogunaat.
2. Door de Daimyo financieel zwaar onder druk te zetten, werd voorkomen dat het geld in oorlogvoering gestoken werd. De Daimyo moesten namelijk een buitenverblijf en een luxe huishouden in Edo onderhouden. Ook werden zij gedwongen samoeraistrijders te leveren, die de Daimyo begeleidden op de tochten van en naar Edo. Tijdens de tochten, die speciale routes (kaido) volgden, waren er speciale kamers, honjin (本陣), beschikbaar om te overnachten.

Het systeem heeft een aantal opmerkelijke gevolgen gehad. 
- Het huidige Tokio zou nooit als in de huidige vorm ontwikkeld zijn zonder deze wet.
- De speciale routes werden goed onderhouden en uitgebreid, zodat ook de infrastructuur van en naar Tokio ten gevolge van deze wet goed ontwikkeld is.
- Doordat de consumptie van sake, theater in de vorm van kabuki en bunraku, alsmede het maken van kunst zoals ukiyoe de belangrijkste vertiermogelijkheden waren, is er in deze typisch aan Japanse cultuur gerelateerde onderwerpen een enorme positieve ontwikkeling geweest.